# Мірчанська сільська рада
Мірчанська сільська рада — колишня адміністративно-територіальна одиниця та орган місцевого самоврядування у Радомишльському і Малинському районах Малинської і Волинської округ, Київської й Житомирської областей Української РСР та України з адміністративним центром у с. Мірча.

## Населені пункти
Сільській раді були підпорядковані населені пункти:
- с. Мірча
- с. Меделівка

## Населення
Відповідно до результатів перепису населення СРСР, кількість населення ради, станом на 12 січня 1989 року, становила 859 осіб.
Станом на 5 грудня 2001 року, відповідно до перепису населення України, кількість мешканців сільської ради становила 675 осіб.

## Склад ради
Рада складалася з 14 депутатів та голови.

### Керівний склад сільської ради
| ПІБ                             | Основні відомості                                                 | Дата обрання | Дата звільнення |
| ------------------------------- | ----------------------------------------------------------------- | ------------ | --------------- |
| Журавський Микола Володимирович | Сільський голова, 1966 року народження, освіта, безпартійний      | 26.03.2006   | 31.10.2010      |
| Журавський Микола Володимирович | Сільський голова, 1966 року народження, освіта вища, безпартійний | 31.10.2010   |                 |

Примітка: таблиця складена за даними джерела

## Історія
Створена 1923 року в с. Мірча Вишевицької волості Радомисльського повіту Київської губернії. 10 вересня 1924 року підпорядковано с. Ходори ліквідованої Ходорівської сільської ради Радомишльського району. 13 лютого 1928 року у підпорядкуванні значилися хутори Дуброва, Зубовський, Мироч, Острів, Попик, Приміроч, урочище Лящі та колонія Юзефин, які, на 1 жовтня 1941 року, не перебували на обліку населених пунктів. Станом на 15 червня 1926 року ці поселення значилися від загальною назвою Мірчанські хутори. 28 березня 1928 року в с. Ходори відновлено окрему сільську раду.
Станом на 1 вересня 1946 року сільська рада входила до складу Радомишльського району Житомирської області, на обліку в раді перебувало с. Мірча.
11 серпня 1954 року, відповідно до указу Президії Верховної ради Української РСР «Про укрупнення сільських рад по Житомирській області», до складу ради приєднано села Меделівка та Ходори ліквідованих Меделівської та Ходорівської сільських рад Радомишльського району. 6 лютого 1956 року, відповідно до рішення Житомирського облвиконкому № 95 «Про перечислення окремих населених пунктів в межах Дзержинського, Барашівського і Радомишльського районів», с. Ходори передане до складу Заболотської сільської ради Радомишльського району.
На 1 січня 1972 року сільська рада входила до складу Радомишльського району Житомирської області, на обліку в раді перебували села Меделівка та Мірча.
Ліквідована 7 грудня 2017 року через об'єднання до складу Радомишльської міської територіальної громади Радомишльського району Житомирської області.
Входила до складу Радомишльського (7.03.1923 р., 4.01.1965 р.) та Малинського (30.12.1962 р.) районів.